# Villa Imperiale (Pesaro)
Villa Imperiale è un'antica dimora signorile extraurbana, posta sui rilievi collinari del Monte San Bartolo nei pressi della città di Pesaro, nelle Marche. 
Monumento del Rinascimento, fu costruita in due diverse fasi costruttive tra il XV ed il XVI secolo su progetto di Gerolamo Genga.

## Storia e descrizione

### Nascita e sviluppo del complesso

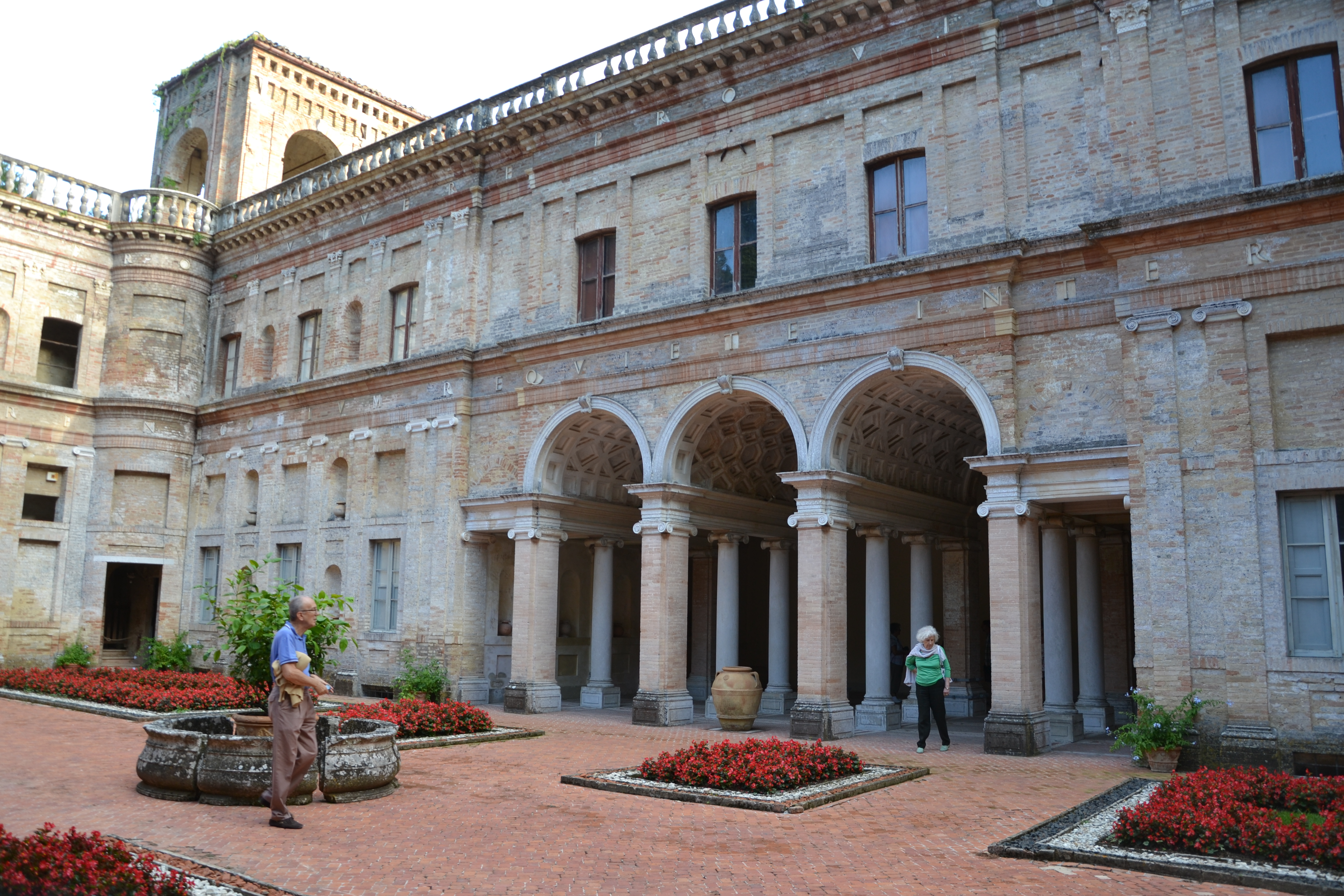
Il Cortile d'onore.

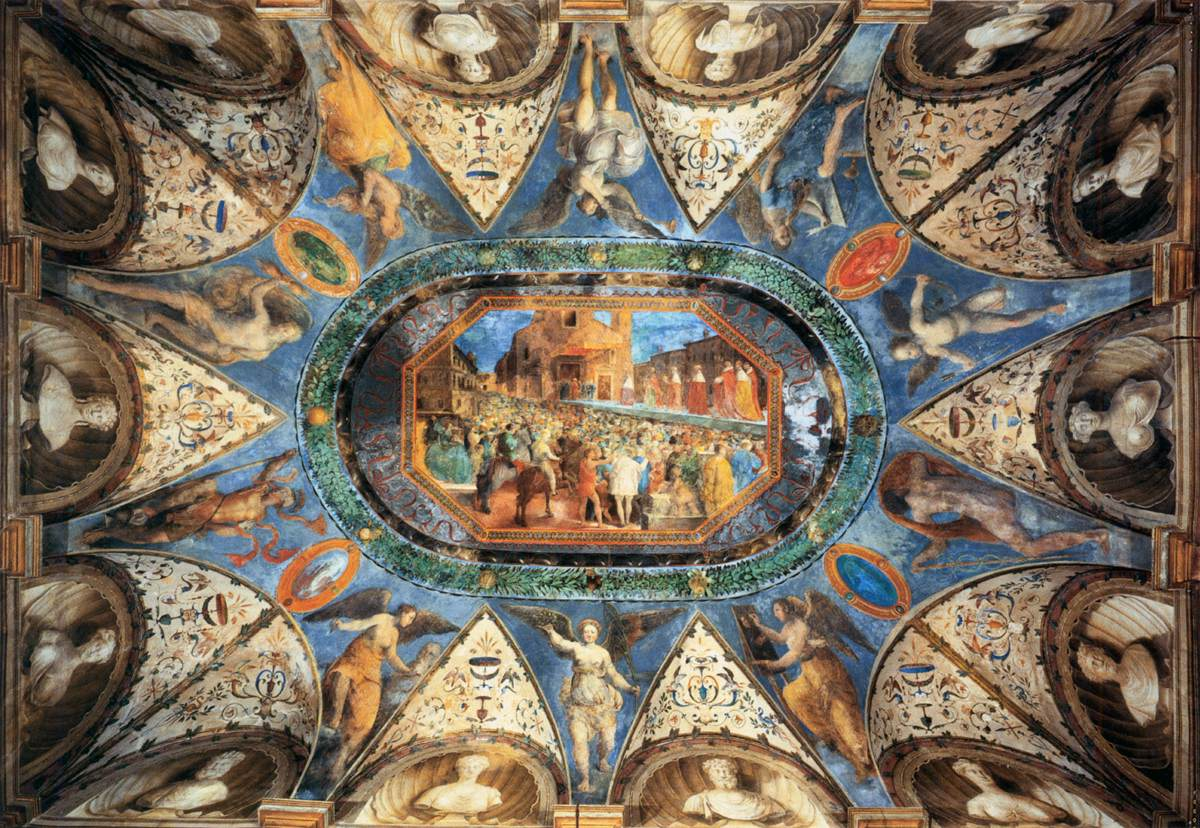
Soffitto della Camera dei Semibusti, Girolamo Genga

La denominazione deriva dal fatto che l'imperatore Federico III d'Asburgo, di passaggio a Pesaro nel 1469 alla volta della sua incoronazione a Roma, pose la prima pietra.
La prima costruzione fu avviata per volere di Alessandro Sforza. Nonostante avesse i caratteri di "luogo di delizia" fuori della città, manteneva caratteri formali caratteristici dell'architettura difensiva, come coronamenti merlati (successivamente eliminati) e torrette, come era consuetudine all'epoca.
Nel secondo decennio del XVI secolo il duca Francesco Maria I della Rovere e sua moglie Eleonora Gonzaga, che avevano riconquistato il ducato di Urbino dopo un lungo esilio a Cesena e Mantova, incaricarono l'architetto Gerolamo Genga di rinnovare ed ampliare l'edificio esistente, avendo deciso di tenere la corte a Pesaro.
L'ampliamento si configurò come un episodio architettonico autonomo rispetto alla preesistenza, con l'aggiunta di un corpo quadrangolare, con logge nei quattro lati e paramento murario in laterizio faccia a vista.
Genga coordinò un vasto programma di decorazione della parte esistente, con la realizzazione di dipinti murali che coinvolsero, in varie fasi, molti artisti: Dosso e Battista Dossi, Raffaellino del Colle, Francesco Menzocchi, Agnolo Bronzino e Camillo Capelli.
Dietro al nucleo originario della costruzione fu organizzato un articolato sistema di giardini terrazzati con giochi d'acqua.

### Declino e restauri
Nel 1631 il ducato di Urbino ritornò allo Stato Pontificio
. Le proprietà Della Rovere passarono ai Medici, e così avvenne per Villa Imperiale. L'edificio rimase trascurato per un lungo periodo. Dal 1763 alla fine del secolo vennero qui ospitati gesuiti spagnoli e portoghesi costretti all'esilio dalla soppressione dell'ordine nei loro paesi. Gli adattamenti necessari alla vita religiosa alterarono gran parte della villa: scomparvero molte decorazioni, sale e logge divennero celle e oratori, le altane vennero murate, un nuovo piano fu costruito sulle terrazze.
Nel 1777 il principe Orazio Albani ottenne la villa in enfiteusi perpetua da Pio VI, ancora presenti i gesuiti. Nella seconda metà dell'Ottocento la famiglia Castelbarco Albani compì i primi restauri, tra i quali larghe ripitture delle sale ad opera dell'artista Giuseppe Gennari, in sovrapposizione ai dipinti preesistenti. Solo un nuovo intervento di restauro portato a termine negli anni '60 e promosso da Guglielmo Castelbarco Albani e da Archinta Archinto, ha consentito di riportare alla luce le ampie parti degli originali Cinquecenteschi, tutt'oggi visibili.
Nei primi anni del Novecento erano intanto stati avviati, ad opera di Carlo Castelbarco Albani, dei lavori di restauro per riportare alla luce le strutture originarie del complesso. Le sovrastrutture create dai gesuiti vennero eliminate e le parti andate in rovina vennero ripristinate, come ricorda l'iscrizione posta sull'avancorpo Ovest della facciata roveresca.
Durante la Seconda Guerra Mondiale l'edificio venne parzialmente danneggiato, ma solo in zone prive di decorazioni. Nel 1945, per volere dei conti Archinta e Guglielmo Castelbarco Albani, iniziarono i nuovi restauri, che terminarono completamente negli anni '70. Con la collaborazione del Gabinetto dei Restauri di Firenze e la Soprintendenza sono stati effettuati i restauri delle pareti dipinte, riportando le opere all'aspetto originario. Nel 1974, a termine dei restauri, iniziarono le prime aperture alle visite da parte del pubblico.
La Villa Imperiale è attualmente visitabile da fine maggio a fine a settembre, nei giorni di mercoledi e sabato, su prenotazione.

### Il progetto Archivio Albani
Il 5 aprile 2019 una presentazione presso la Fondazione Cassa di Risparmio di Pesaro ha descritto una nuova opera di catalogazione e digitalizzazione della raccolta unica di documenti appartenenti al Papa Clemente XI che faranno parte dell'Archivio Albani. Questi erano stati conservati in otto grandi casse di zinco presso il Palazzo Albani di Urbino fino alla sua vendita nel 1915; i bauli furono quindi trasferiti a Villa Imperiale. Di particolare interesse sono i documenti privati del Papa e una raccolta di 23 libri di musica per liuto e altri strumenti, come il clavicembalo e la viola da gamba. La musica è per lo più di compositori della cerchia romana, tra il 1576 e il 1653. Altri titoli unici comprendono libri su vari campi della conoscenza, dal tardo Rinascimento fino al '700.

## Galleria d'immagini

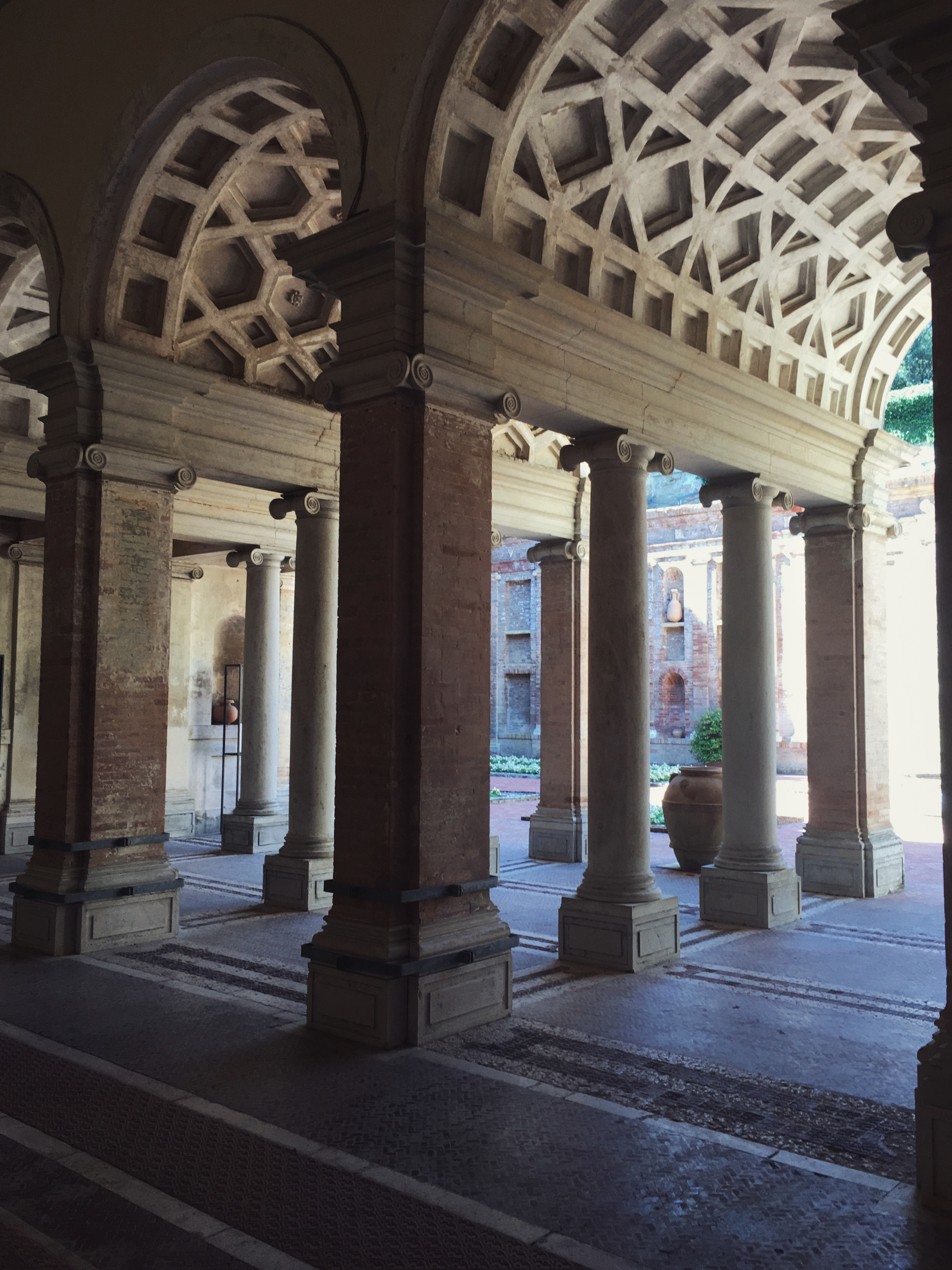
La villa in una cartolina d'epoca
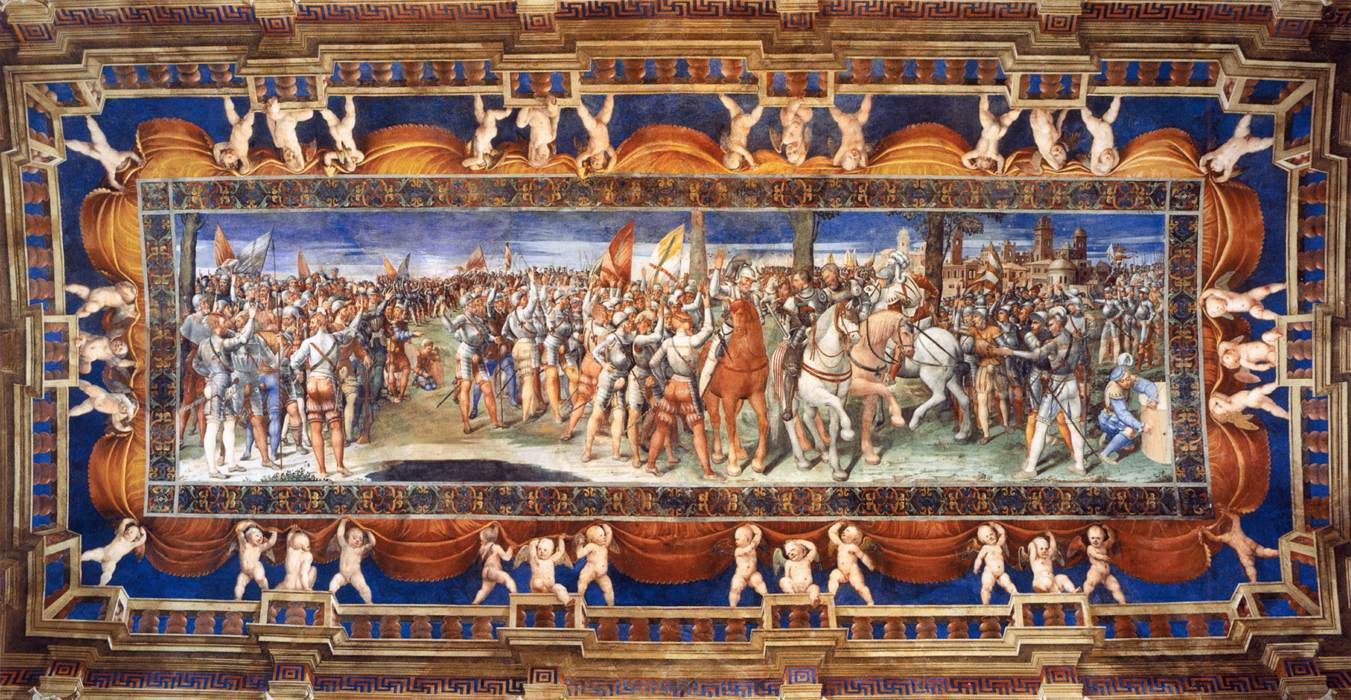
Soffitto col Giuramento di Sermide, G. Genga.
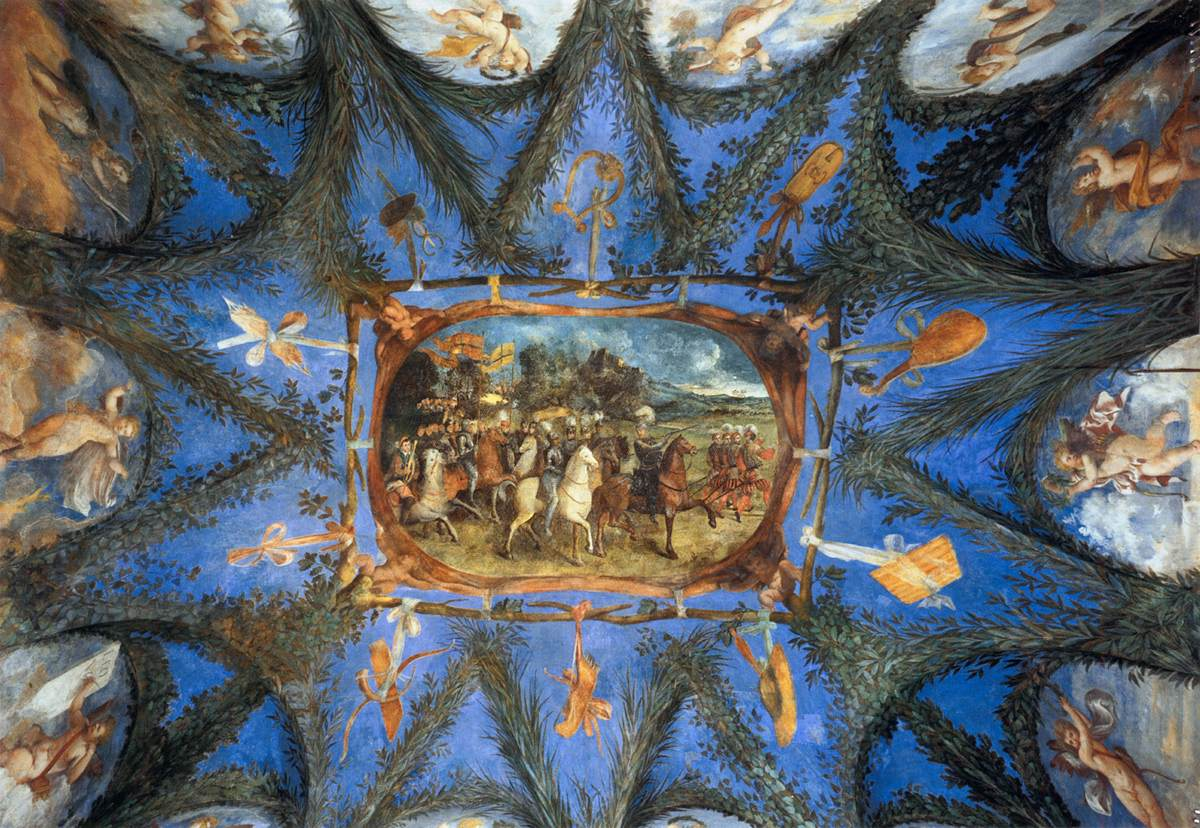
Soffitto con F.M.Della Rovere che conduce le sue truppe, D. Dossi.
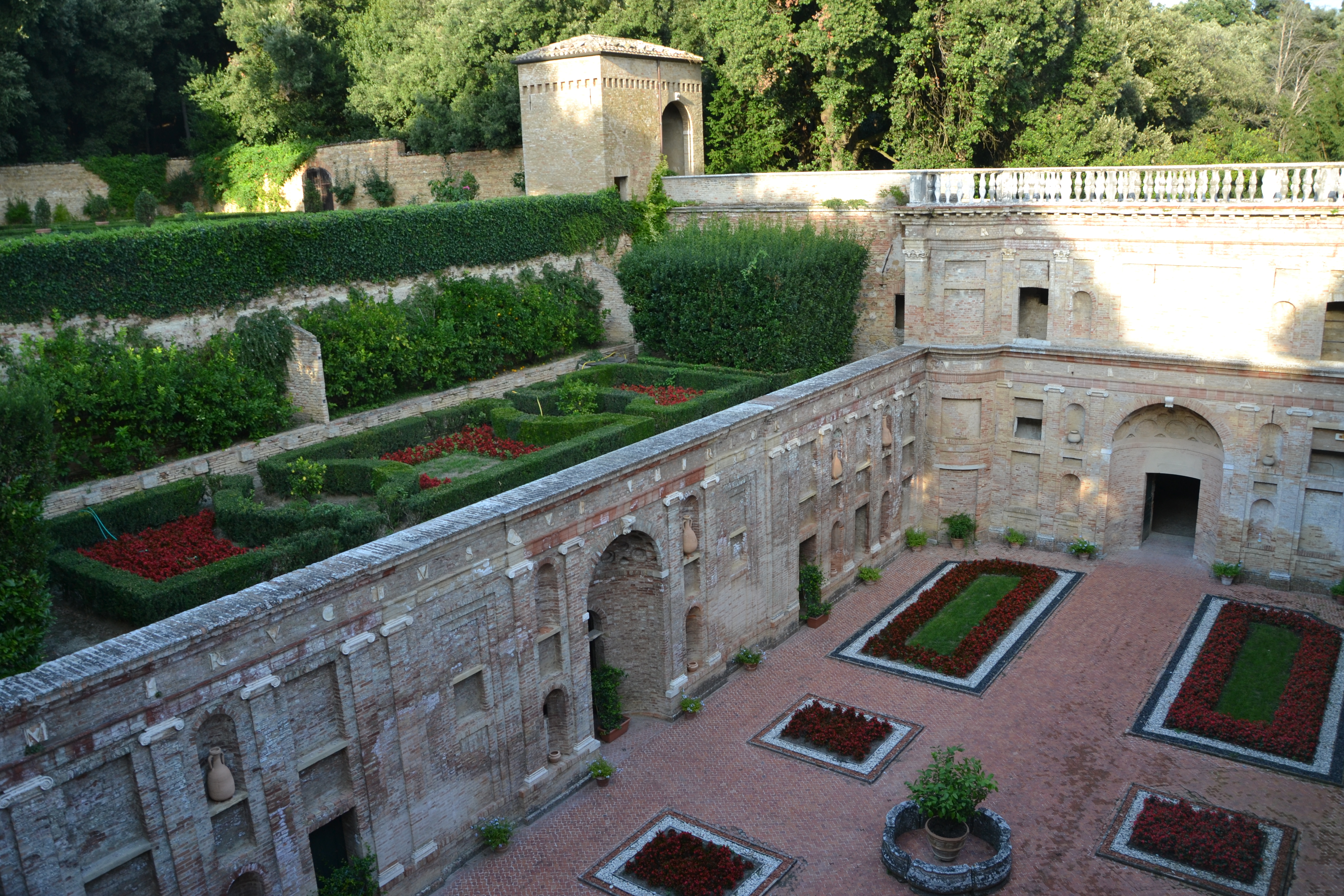
Veduta dei giardini